# Robert J. Koehler

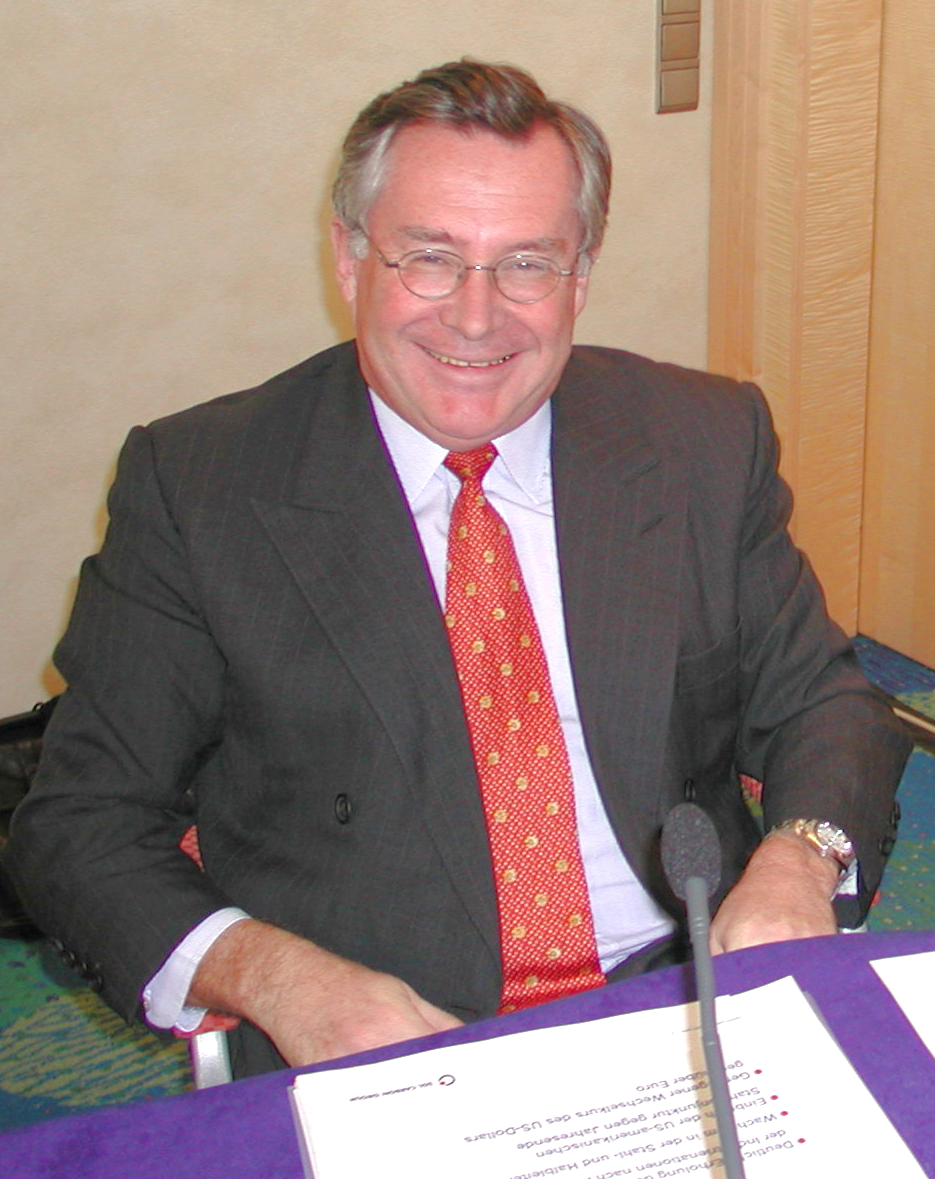
Robert J. Koehler auf der Bilanzpressekonferenz von SGL Carbon 2001 in Frankfurt/Main

Robert J. Koehler (* 12. Januar 1949 in München; † 17. Mai 2015) war ein deutscher Manager. Er war bis zum 31. Dezember 2013 Vorstandsvorsitzender der SGL Carbon SE.
Koehler besuchte das benediktinische Gymnasium bei St. Stephan in Augsburg. Nach einer kaufmännischen Ausbildung studierte Koehler Betriebswirtschaftslehre an der Fachhochschule Mainz und der Fachhochschule Frankfurt. Er arbeitete von 1971 bis 1991 bei der Hoechst AG und restrukturierte zusammen mit Jürgen Dormann die Hoechst AG. Anschließend wechselte er zu SGL Carbon in Wiesbaden und war dort bis 2013 Vorstandsvorsitzender.
Koehler war Vorsitzender des Aufsichtsrats der Heidelberger Druckmaschinen AG, von Klöckner & Co und von Benteler International AG. Er war Mitglied in den Aufsichtsräten der Lanxess AG, der Freudenberg SE, Freudenberg & Co. KG und der Demag Cranes AG.